# The Who
The Who là ban nhạc rock người Anh, được thành lập tại London vào năm 1964. Đội hình của họ bao gồm ca sĩ, nhạc sĩ Roger Daltrey, tay bass John Entwistle, tay trống Keith Moon và nghệ sĩ guitar Pete Townshend. Ban nhạc thường được coi là một trong những nghệ sĩ quan trọng nhất của thế kỷ 20 với hơn 100 triệu đĩa tiêu thụ trên toàn thế giới.
The Who được thành lập từ ban nhạc The Detours, nổi bật trong làn sóng pop art và mod tại Anh với việc đập phá nhạc cụ trong mọi buổi trình diễn. Đĩa đơn đầu tiên của họ "I Can't Explain" lập tức có mặt trong top 10 tại Anh, tiếp theo đó là thành công của loạt đĩa đơn "My Generation", "Substitute" và "Happy Jack". Năm 1967, họ tham gia Festival nhạc pop Monterrey, ra mắt đĩa đơn top 10 "I Can See for Miles" và bắt đầu đi tour. Album thứ tư của họ Tommy (1969) với ca khúc "Pinball Wizard" có được thành công vang dội. Các buổi diễn tại Woodstock và Lễ hội Isle of Wight đã xây đắp vững chắc hình ảnh của họ trong cộng đồng nhạc rock. Tuy nhiên dự án phần tiếp theo của Tommy là Lifehouse lại bị hủy bỏ, và toàn bộ sản phẩm được The Who đưa vào album Who's Next (1971), trong đó có ca khúc nổi tiếng "Won't Get Fooled Again". Họ sau đó cho phát hành Quadrophenia (1973) nhằm tri ân làn sóng mod và sản xuất bộ phim Tommy vào năm 1975. Họ giảm dần thời gian đi tour và cho tới năm 1976 chỉ còn trình diễn trực tiếp rải rác. Album tiếp theo của họ Who Are You (1978) được ra mắt không lâu trước khi tay trống Moon qua đời.
Sau khi tuyển tay trống Kenney Jones thay thế, The Who cho phát hành bộ phim Quadrophenia và bộ phim tài liệu The Kids Are Alright. Ban nhạc tan rã vào năm 1983 sau khi Townshend không còn cảm thấy hứng thú với việc trình diễn trực tiếp. Tuy nhiên họ vẫn thỉnh thoảng tái hợp, như trong sự kiện Live Aid năm 1985, tour diễn kỷ niệm 25 năm thành lập vào năm 1989 và tour Quadrophenia giai đoạn 1996–1997. Họ tái hợp và đi tour toàn thế giới vào năm 1999 với tay trống Zak Starkey. Entwistle qua đời vào năm 2002, và dự án phát hành album mới lại phải bỏ dở. Townshend và Daltrey tiếp tục cho phát hành Endless Wire vào năm 2006 cùng các nghệ sĩ thay thế là Starkey, Pino Palladino, Jon Button, hay Simon Townshend.
Những đóng góp quan trọng nhất của The Who đối với lịch sử nhạc rock đó là khai thác âm thanh của Marshall, sử dụng hệ thống âm thanh truyền dẫn công cộng và synthesizer, cách chơi phóng khoáng với lead bởi bass và trống, khả năng tạo hòa âm và nốt uyển chuyển của guitar điện, và cuối cùng phát triển thể loại rock opera. Họ thường được coi là nghệ sĩ quan trọng của các thể loại hard rock, punk rock và mod, và các ca khúc của họ vẫn được yêu thích cho tới ngày nay.

## Danh sách đĩa nhạc
- My Generation (1965)
- A Quick One (1966)
- The Who Sell Out (1967)
- Tommy (1969)
- Who's Next (1971)
- Quadrophenia (1973)
- The Who by Numbers (1975)
- Who Are You (1978)
- Face Dances (1981)
- It's Hard (1982)
- Endless Wire (2006)